# Черновой Нарык
Черновой Нарык — река в России, протекает по Кемеровской области. Устье реки находится в 504 км по левому берегу реки Томь. Длина реки составляет 106 км, площадь водосбора — 623 км².

## Притоки
- 4 км: Большая Речка
- 13 км: Бугровка
- 13 км: Осиновка
- 27 км: Берёзовая
- 55 км: Еланный Нарык

## Данные водного реестра
По данным государственного водного реестра России относится к Верхнеобскому бассейновому округу, водохозяйственный участок реки — Томь от города Новокузнецк до города Кемерово, речной подбассейн реки — Томь. Речной бассейн реки — (Верхняя) Обь до впадения Иртыша.

## Заповедник
Памятник природы «Черновой Нарык» расположен на землях Новокузнецкого лесничества. На территории располагаются лесостепные и горно-таежные ландшафты. Почвами лесостепи являются глубоко-подзолистые почвы, характеризующие большой мощностью подзолистого горизонта.. Создан в 2018 году